# Nati nel 1439
| Questa pagina contiene informazioni ricavate automaticamente dalle voci biografiche con l'ausilio del template Bio e di un bot. L'aggiornamento è periodico e automatico e ricostruisce completamente la pagina. Se manca una persona in questa lista, sei pregato di non aggiungerla, ma accertati piuttosto che la sua voce biografica contenga il template Bio e che i dati anagrafici siano correttamente compilati. Se il template Bio manca, inseriscilo tu stesso o, in alternativa, metti l'avviso {{tmp\|Bio}} che ne segnala la mancanza. Se i dati riportati sono sbagliati, correggi direttamente la voce biografica; le modifiche saranno visibili in questa lista entro pochi giorni. Per chiarimenti vedi il progetto biografie. La lista contiene solo le 27 persone che sono citate nell'enciclopedia e per le quali è stato implementato correttamente il template Bio. Pagina aggiornata al 10 ago 2025. |

- 23 febbraio - Gaspare de' Trimbocchi, umanista italiano
- 3 marzo - Ashikaga Yoshimi, militare giapponese († 1491)
- 20 marzo - Giovanna d'Aviz, principessa portoghese († 1475)
- 3 aprile - Ludovico II di Württemberg-Urach, conte tedesco († 1457)
- 29 maggio - Papa Pio III, papa, vescovo cattolico e cardinale italiano († 1503)
- 18 luglio - Giovanni V di Sassonia-Lauenburg, duca († 1507)
- 26 luglio - Sigismondo di Baviera, nobile tedesco († 1501)
- 10 agosto - Anna di York, nobile († 1476)
- 31 agosto - Naldo Naldi, umanista e poeta italiano († 1513)
- 26 ottobre - Giovanni de' Pazzi, nobile italiano († 1481)
- Jacopo III Appiano, nobile italiano († 1474)
- Beltrán Yáñez de Oñaz y Loyola, nobile e militare spagnolo († 1507)
- Bernardino da Feltre, presbitero e francescano italiano († 1494)
- Giovan Battista Bracciolini, religioso e storico italiano († 1470)
- Giovanni VI di Meclemburgo, duca tedesco († 1474)
- Vuk Grgurević, sovrano serbo († 1485)
- Hua Sui, inventore e tipografo cinese († 1513)
- Carlo II Manfredi, nobile († 1484)
- Francesco di Giorgio Martini, architetto, teorico dell'architettura e pittore italiano († 1501)
- Cosimo Rosselli, pittore italiano († 1507)
- Domenico Rosselli, scultore italiano
- Margherita di Savoia, nobile († 1483)
- Giovanna Scopelli, religiosa italiana († 1491)
- Antonio Maria da Milano, architetto italiano († 1511)
- Alvaro di Braganza, nobile e politico portoghese († 1504)
- Ottone V di Brunswick-Lüneburg, nobile tedesco († 1471)
- Elisabetta di Nevers, nobile francese († 1483)